# Carl Günther Ludovici
Carl Günther Ludovici, latinisiert aus Ludewig (* 7. August 1707 in Leipzig; † 5. Juli 1778 ebenda), war ein deutscher evangelisch-lutherischer Philosoph, Bibliothekar, Lexikograf und Wirtschaftswissenschaftler.

## Leben
Carl Günthers Vater Christian Ludovici (1697–1724), der Professor der Philosophie an der Universität Leipzig, ein Theologe und Orientalist, ließ ihn bereits seit seinem zweiten Lebensjahr von verschiedenen Hauslehrern unterrichten. Nach weitergehendem Unterricht in der Thomasschule studierte Carl Günther Ludovici gemeinsam mit Paul Daniel Longolius seit 1724 Philosophie und Theologie an der Universität Leipzig, wo er 1728 als Magister der Philosophie abschloss. Nachdem er am 9. August 1730 in die „Deutsche Gesellschaft“ aufgenommen wurde, war er dort als Bibliothekar tätig. 1733 wurde er zum ordentlichen Professor der Weltweisheit (Professor der Philosophie) an dieser Universität ernannt und übte dieses Amt seit 1734 aus.

## Leistungen
Ludovici widmete sich als Professor zunächst vor allem der Darstellung und Auslegung der philosophischen Lehren von Christian Wolff und Gottfried Wilhelm Leibniz und veröffentlichte dazu zwei umfangreiche Schriften, die in der Gelehrtenwelt heftige Diskussionen auslösten. Sie brachten ihm Beschwerden von Professoren der Universität Halle ein, führten ihn aber auch zu einem lebhaften Schriftwechsel mit anderen Gelehrten seiner Zeit.
1739 wurde er von Johann Heinrich Zedler zum Direktor seines Großen Universallexikons bestellt und fungierte bis 1754 als Hauptredakteur der Bände 19 bis 64 und der Supplementbände 1 bis 4 dieser größten deutschsprachigen lexikalischen Leistung des 18. Jahrhunderts. Er führte eine Reihe von Neuerungen in der Bearbeitung des Lexikons ein und steigerte dessen Qualität erheblich. Seine Vorreden zu den Bänden 19, 21, 23 sowie zum ersten Band der Supplemente sind wichtige lexikografische Quellen. Die umfangreichen Artikel über Christian Wolff und die Wolffische Philosophie entstammen sicher seiner Feder. Die mathematische Lehrart war ein Zentralbegriff seiner an Wolff orientierten Philosophie und führte ihn zu der euphorischen Einschätzung, mit diesem neuen System beginne die grundlegend neue Epoche des "Seculum demonstrativum". Er betonte, dieser Methode Wolffs würden sich nun zahlreiche Autoren bedienen. Dieses durch die Gründlichkeit der wissenschaftlichen Arbeit geprägte Verfahren, das dem Zwecke diene, den Aberglauben zu verjagen, habe aber viele Feinde.
Noch während der Bearbeitung der Bände des Zedler gab er 1741–1743 die deutsche Übersetzung des Handelslexikons des Franzosen Jacques Savary des Bruslons (1622–1690) heraus. Aus dieser Arbeit erwuchs ein selbständig erarbeitetes Kaufmanns-Lexicon, dessen fünf Bände noch vor der Beendigung der Arbeit am Zedler 1752 zu erscheinen begannen und 1756 abgeschlossen wurden. Es ist das erste deutschsprachige Handelslexikon, dem er als letzten Band noch einen systematischen Grundriss dieses Fachgebiets anfügte. Offenbar wurde das Lexikon wirklich von Kaufleuten benutzt, denn es lässt sich im Besitz von Handelshäusern nachweisen.
Ludovici war Mitglied der Königlich Preußischen Akademie der Wissenschaften sowie der Leipziger Gesellschaften der Oeconomik, der freien Künste und der Deutschen Sprache. Darüber hinaus war er Mitglied im kleinen Fürstenkollegium, Aufseher des Kalenderwesens und Archivar der Universität Leipzig.

## Schriften (Auswahl)
- Kurtzer Entwurff einer vollständigen Historie der Wolffischen Philosophie. Löwe, Leipzig 1736.
  - [2. Auflage in drei Bänden (erster Band auch in dritter Auflage erschienen) unter dem Titel:] Ausführlicher Entwurf einer vollständigen Historie der Wolffischen Philosophie. Löwe, Leipzig 1737–1738. Nachdruck: Olms, Hildesheim 1977 (= Christian Wolff: Gesammelte Werke. Hrsg. von Jean École u. a. Abt. 3: Materialien und Dokumente, Bd. 1,1-3).
- Ausführlicher Entwurff einer vollständigen Historie der Leibnitzischen Philosophie (2 Bde.). Löwe, Leipzig 1737. Nachdruck: Olms, Hildesheim 1966.
  - (Erster Theil)
  - Anderer und letzter Theil
- Sammlung und Auszüge der sämmtlichen Streitschrifften wegen der Wolffischen Philosophie (2 Bde.). Born, Leipzig 1737–1738. Nachdruck in einem Band: Olms, Hildesheim 1976 (= Christian Wolff: Gesammelte Werke. Hrsg. von Jean École u. a. Abt. 3: Materialien und Dokumente, Bd. 2). online
- Neueste Merckwürdigkeiten der Leibnitzisch-Wolffischen Weltweisheit. Frankfurt a. M. und Leipzig 1738. Nachdruck: Olms, Hildesheim 1973 (= Christian Wolff: Gesammelte Werke. Hrsg. von Jean École u. a. Abt. 3: Materialien und Dokumente, Bd. 3). Digitalisat
- Grosses vollständiges Universal-Lexicon Aller Wissenschafften und Künste: 1739–1754 Leiter und Hauptbearbeiter der Bände 19–64 und der Supplemente – (Volltexte auf Wikisource)
  - Vorrede zu dem XIX. und XX. Bande (1739) – (Vorrede Band 19)
  - Vorrede zu dem XXI. und XXII. Bande (1739) – (Vorrede Band 21); Band XXI, Zedler, Leipzig und Halle 1739  (Digitalisat)
  - Vorrede zu dem XXIII. und XXIV. Bande (1740) – (Vorrede Band 23)
  - Vorrede zum ersten Band der Supplemente (1751) – (Vorrede Band 23)
- Jacques Savary des Bruslons: Allgemeine Schatz-Kammer der Kauffmannschafft: oder vollständiges Lexicon aller Handlungen und Gewerbe sowohl in Deutschland als auswärtigen Königreichen und Ländern; nebst einem Anhange derer jetzt florirenden Kauff- und Handels-Leute Namen, Contoirs, Fabriquen … (Dictionnaire universel de commerce, dt.; 4 Bde. und Fortsetzung). Heinsius, Leipzig 1741–1743.
  - Erster Theil: A–C (1741)
  - Zweyter Theil: D–L (1741)
  - Dritter Theil: M–R (1742)
  - Vierdter Theil: S–Z (1742)
  - Fünffter Theil, oder Supplement (1743)
- Eröffnete Akademie der Kaufleute, oder vollständiges Kaufmanns-Lexicon: woraus sämmtliche Handlungen und Gewerbe, mit allen ihren Vortheilen, und der Art, sie zu treiben, erlernet werden können; und worinnen alle Seehäfen, die vornehmsten Städte und Handelsplätze; alle Arten der rohen und verarbeiteten Waaren; die Künstler, Fabrikanten und Handwerksleute; Commerciencollegia, Handelsgerichte, Banken, Börsen, Leihhäuser, Manufacturen, Fabriken und Werkstätte; die Rechte und Privilegien der Kaufmannschaft, u.s.w. beschrieben und erkläret werden: Mit vielem Fleiße aus den besten Schriftstellern zusammengetragen … (5 Bde.). Breitkopf, Leipzig 1752–1756. – 2. vermehrte und verbesserte Auflage 1767–1768.
  - Erster Theil: A–B (1767)
  - Zweyter Theil: C–G (1767)
  - Dritter Theil: H–M (1767)
  - Vierter Theil: N–S (1768)
  - Fünfter Theil: T–Z (1768)
  - Anhang zum Fünften Theil: Grundriß eines vollständigen Kaufmanns-Systems, nebst den Anfangsgründen der Handlungswissenschaft, und angehängter kurzen Geschichte der Handlung zu Wasser und zu Lande, woraus man zugleich den gegenwärtigen Zustand der Handlung von Europa, auch bis in die andern Welttheile, erkennen kann, zum Dienste der Handlungsbeflissenen entworfen. Leipzig: Breitkopf, 1756. – 2., vermehrte und verbesserte Auflage 1768. Nachdruck: Poeschel, Stuttgart 1932 (= Quellen und Studien zur Geschichte der Betriebswirtschaftslehre, Bd. 4).
  - [postume Neubearbeitung des Gesamtwerks:] Neu eröfnete Academie der Kaufleute, oder encyclopädisches Kaufmannslexicon alles Wissenswerthen und Gemeinnützigen in den weiten Gebieten der Handlungswissenschaft und Handelskunde überhaupt, vormals herausgegeben von Carl Günther Ludovici …, durchaus umgearbeitet von Johann Christian Schedel (6 Bde.). Breitkopf & Härtel, Leipzig 1797–1801.
    - Erster Theil: A–B (1797)
    - Zweyter Theil: C–F (1798)
    - Dritter Theil: G–Leinwand (1798)
    - Vierter Theil: Leipzig–Permissionstonnen (1799)
    - Fünfter Theil: Pernambuco–Schwobach (1800)
    - Sechster und letzter Theil: Sciacca–Zwoll (1801)